# Котай
Котай (кит. трад. 路氹城, англ. Cotai или порт. Zona do Aterro de Cotai) — округ Макао, входит в состав Островного муниципалитета. Образован в результате намыва территории между бывшими островами Тайпа и Колоан. Является крупным игорным и развлекательным центром Китая. Почти не имеет постоянного населения, подавляющее большинство работающих в Котае приезжает в район из других округов Макао, а также из соседних городов Чжухай, Чжуншань и Гонконг.
Игорная зона известна как Котай-Стрип — по аналогии с бульваром Лас-Вегас-Стрип, где сконцентрированы самые известные казино и отели Америки. Однако, в отличие от Лас-Вегаса, Котай развивается не вдоль одной магистрали, а по сетчатой планировке с запада на восток. Товарный знак на название «Котай-Стрип» принадлежит корпорации Las Vegas Sands (изначально так называли только объекты компании, сейчас термин используется для всех казино района).

## География
Ранее между островами Тайпа и Колоан находился пролив Сэкпайвань (Seac Pai Van). В 1968 году через него была проложена дорога (Estrada do Istmo), связавшая два острова. В 1990-х годах перешеек был расширен, а после передачи Макао Китаю насыпные работы продолжились. К 2005 году бывший пролив был окончательно засыпан и на полученной территории началось крупномасштабное строительство. Название округа Котай возникло из первых слогов бывших островов, между которыми он располагается — Ко(лоан) и Тай(па). Все три округа (Тайпа, Котай и Колоан) образуют Островной муниципалитет, который расположен южнее полуострова Макао, на котором находится исторический центр города.

## История
К концу 1990-х годов на крайне перенаселённом полуострове Макао почти не осталось свободной земли для расширения отелей, казино и торговых центров. Тогда власти Макао решили засыпать пролив между островами Тайпа и Колоан, создав на полученной территории новый игорный и туристический район. Был принят закон, открывший игорный бизнес Макао для иностранных инвесторов, и в 2003 году на перешейке, названном Котай, началось строительство первых роскошных курортных комплексов. В мае 2006 года компания Galaxy Entertainment Group открыла в Котае первое казино — Grand Waldo, а в августе 2007 года открылся огромный комплекс The Venetian Macao компании Las Vegas Sands. Финансовый кризис 2007—2008 годов сократил инвестиции из США и Гонконга, сильно замедлив объёмы строительства, но вскоре работы в Котае возобновились.
В августе 2008 года открыло свои двери роскошное продолжение The Venetian Macao — комплекс The Plaza Macao. В июне 2009 года через дорогу от The Venetian Macao открылся комплекс City of Dreams компании Melco Crown Entertainment. В мае 2011 года открылась первая очередь комплекса Galaxy Macau компании Galaxy Entertainment Group, а в апреле 2012 года — первая очередь комплекса Sands Cotai Central компании Las Vegas Sands.
В мае 2015 года компания Galaxy Entertainment Group открыла обновлённый комплекс Broadway Macau, перестроив бывший отель Grand Waldo, а в октябре 2015 года открылся комплекс Studio City Macau компании Melco Resorts & Entertainment. В августе 2016 года компания Wynn Resorts открыла свой комплекс Wynn Palace, в сентябре 2016 года открылся комплекс The Parisian Macao компании Las Vegas Sands, а в феврале 2018 года — комплекс MGM Cotai компании MGM Resorts International.

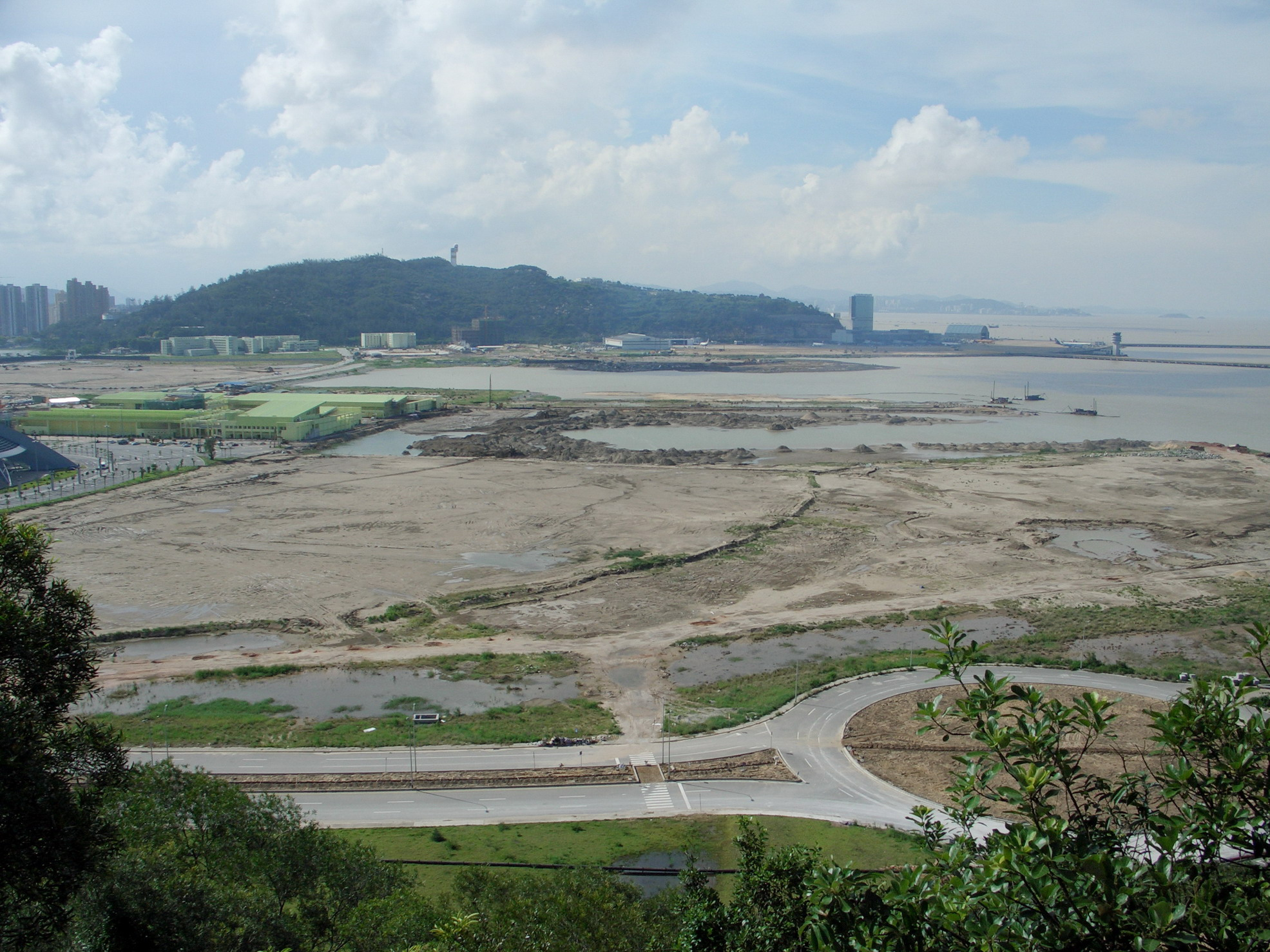
2005
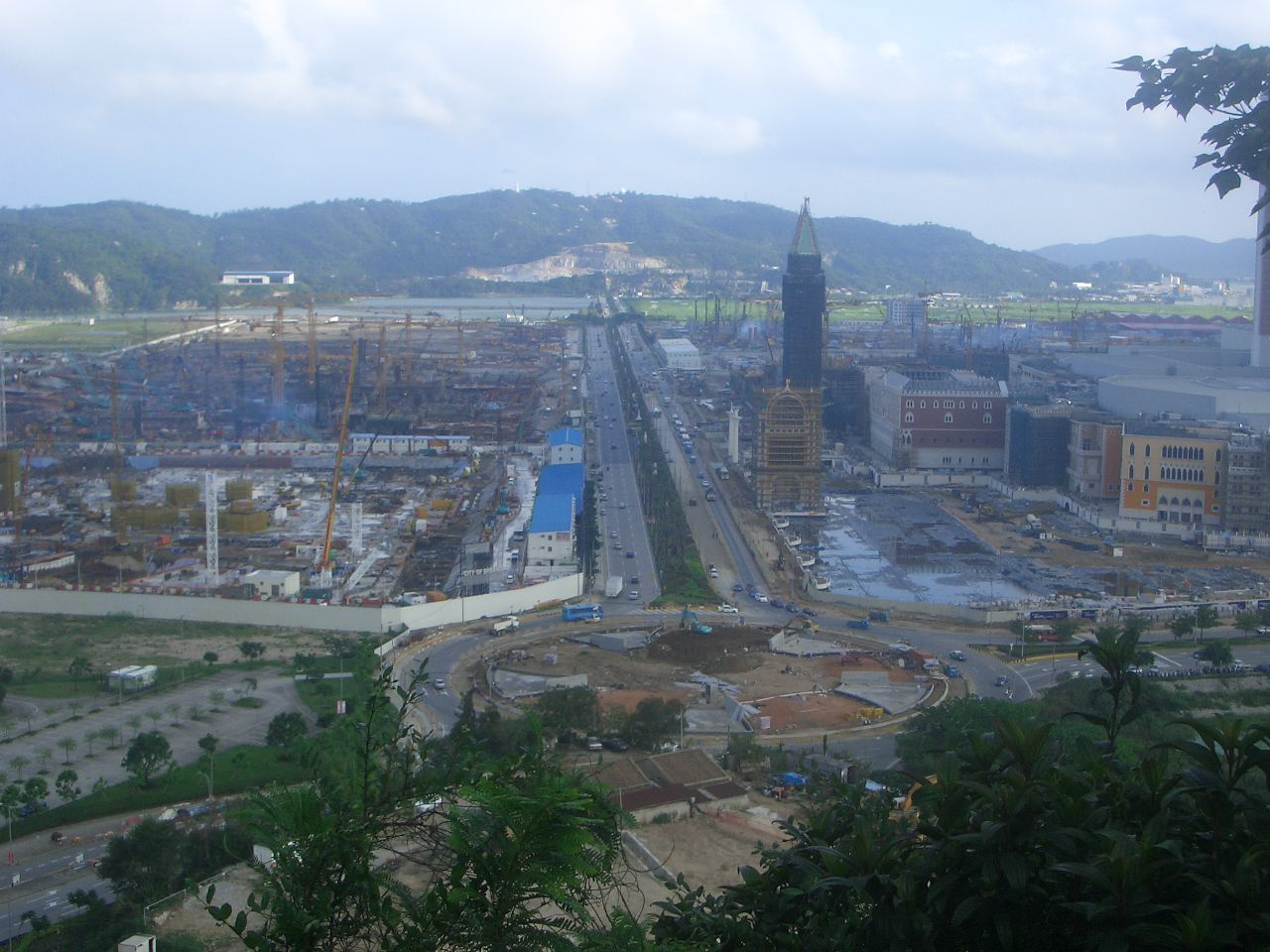
2007
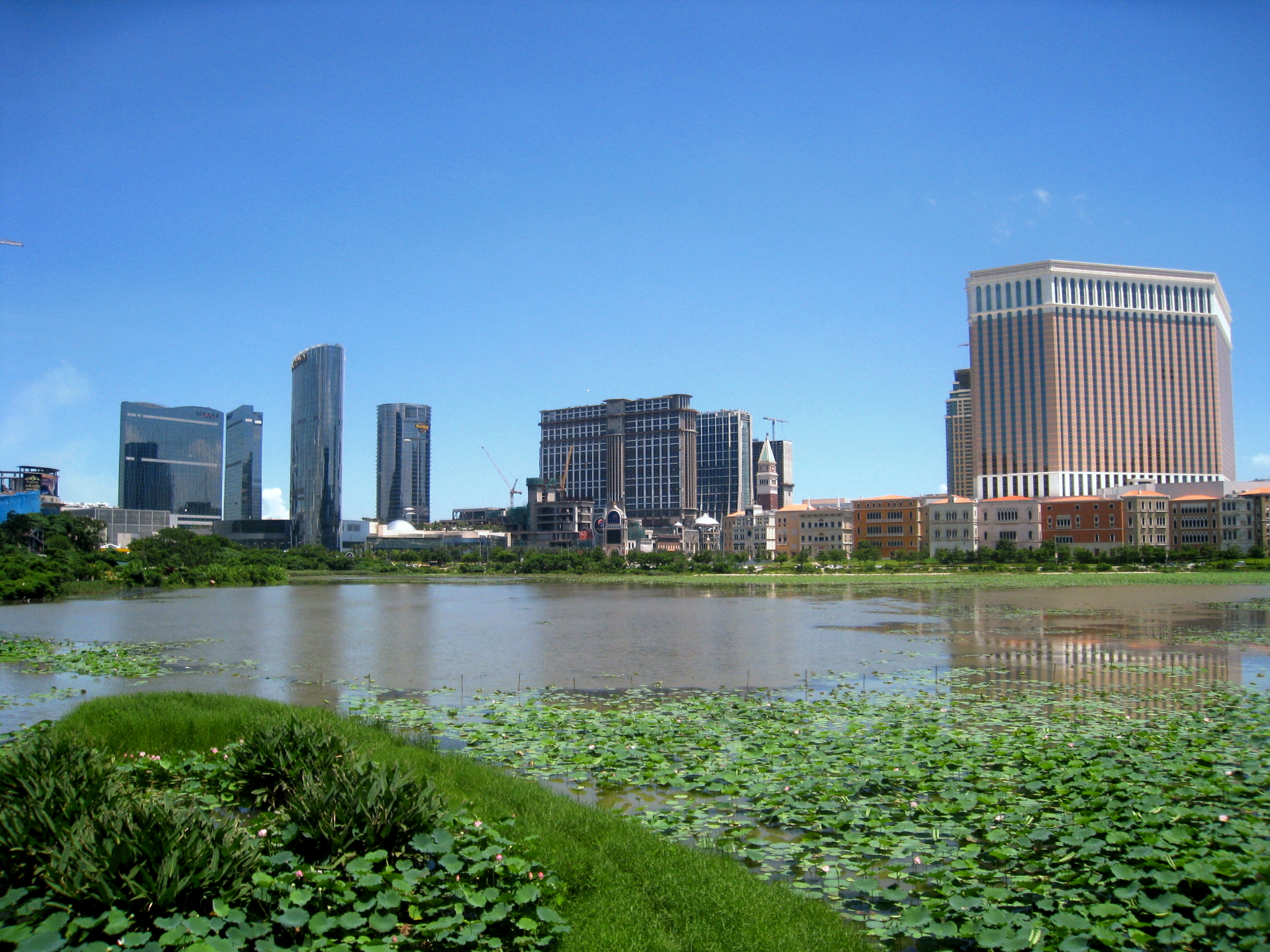
2009
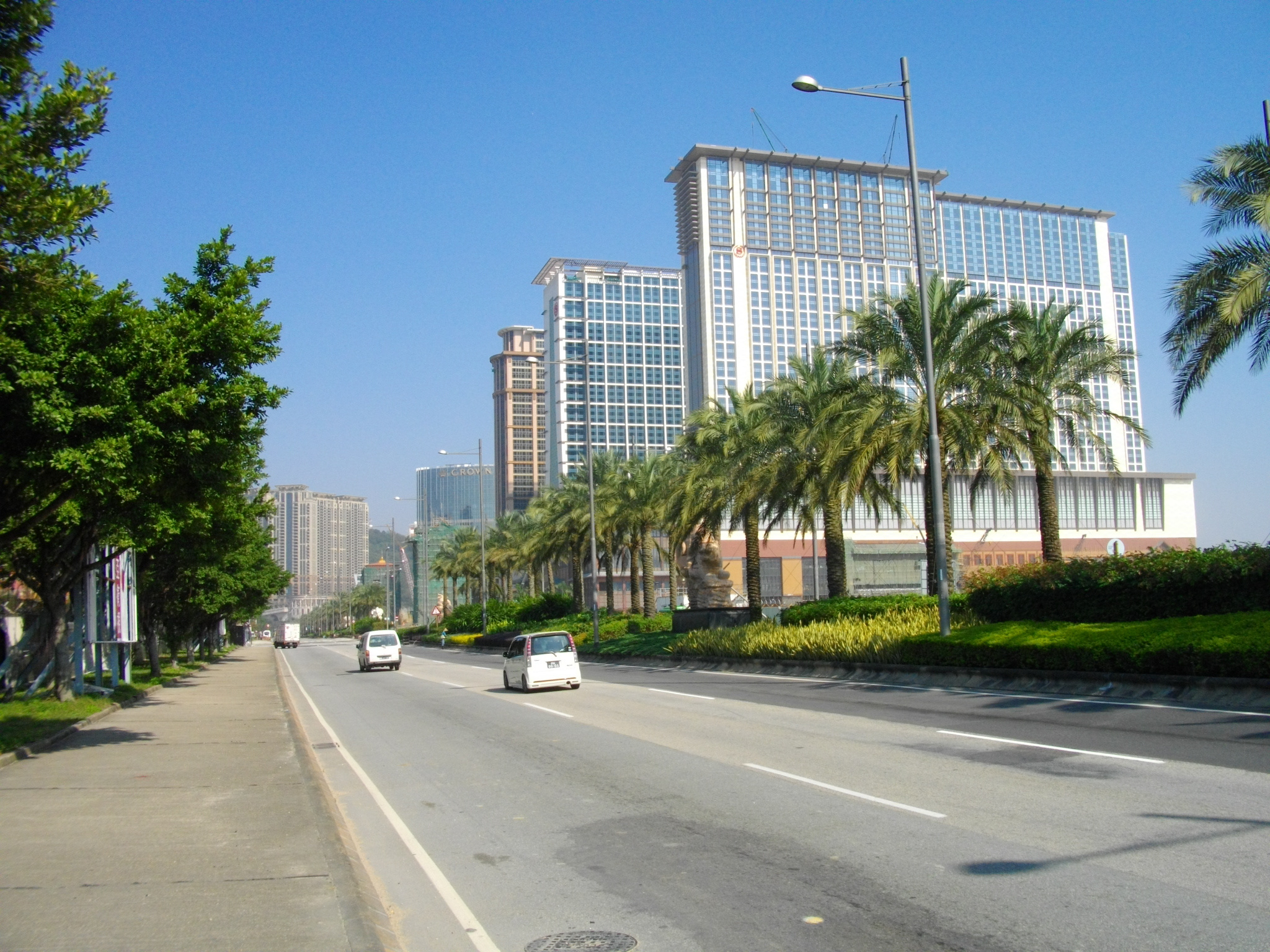
2011

В октябре 2020 года в комплексе The Plaza Macao открылась 40-этажная жилая башня Grand Suites at Four Seasons. В феврале 2021 году Las Vegas Sands открыла обновлённый комплекс The Londoner Macao после ребрендинга стоимостью 1,35 млрд долларов. Также в 2021 году открылись комплекс Grand Lisboa Palace компании SJM Holdings, комплекс Lisboeta Macau компании Macau Theme Park and Resort, третья фаза комплекса Galaxy Macau (отели Andaz Macau и Raffles at Galaxy Macau) и обновлённый комплекс City of Dreams (отели Nüwa и Libertine).

## Экономика

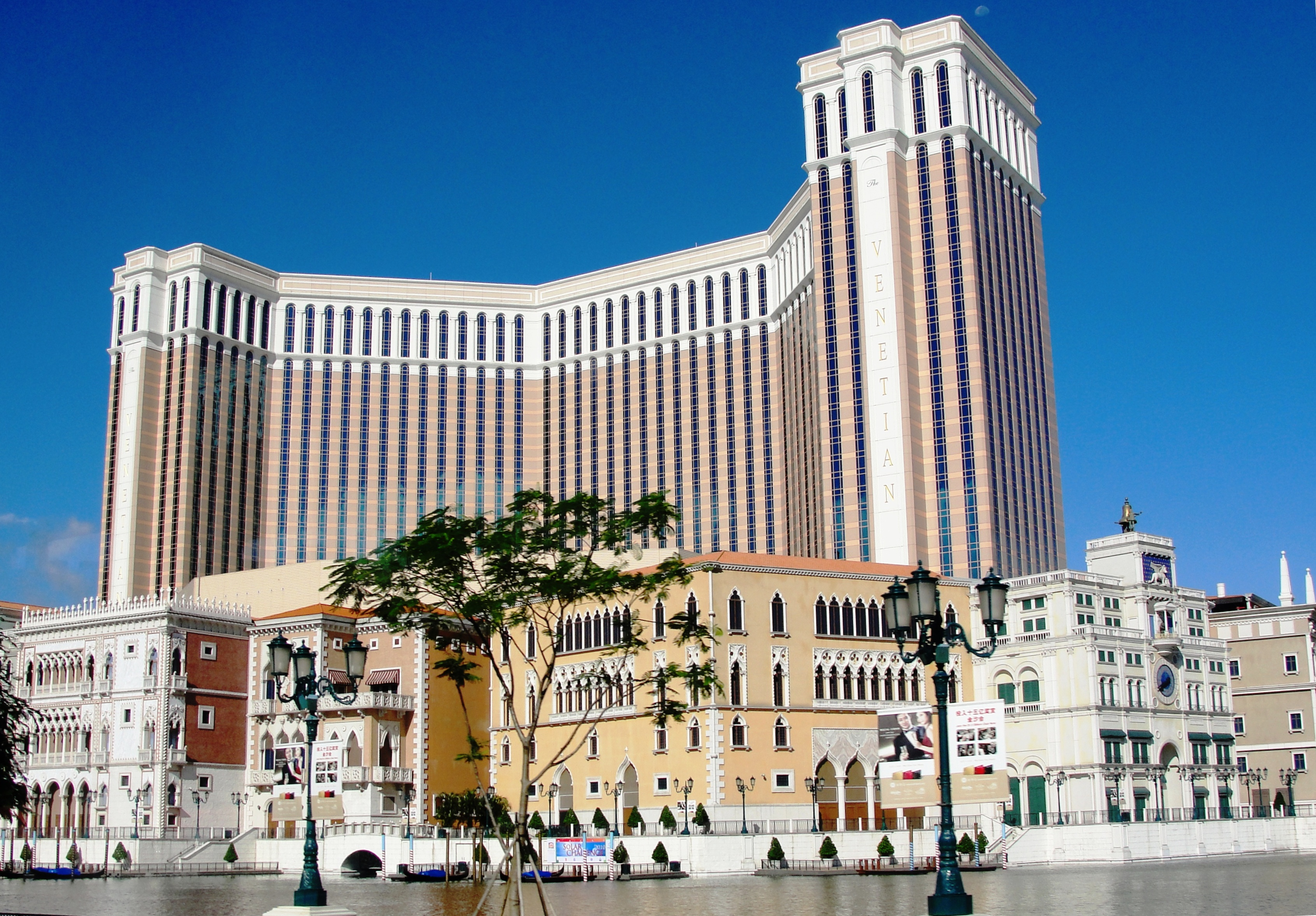
The Venetian Macao

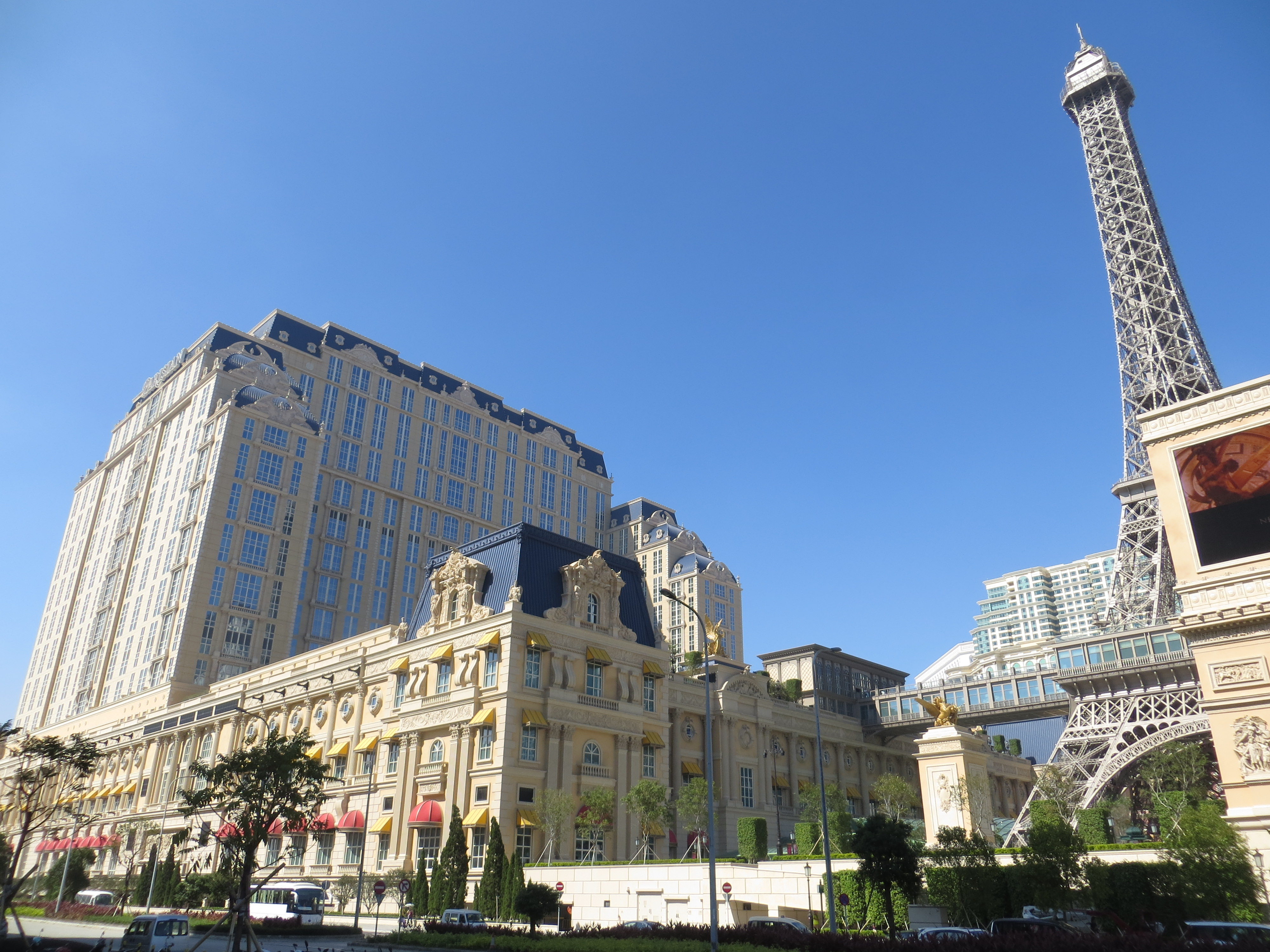
The Parisian Macao

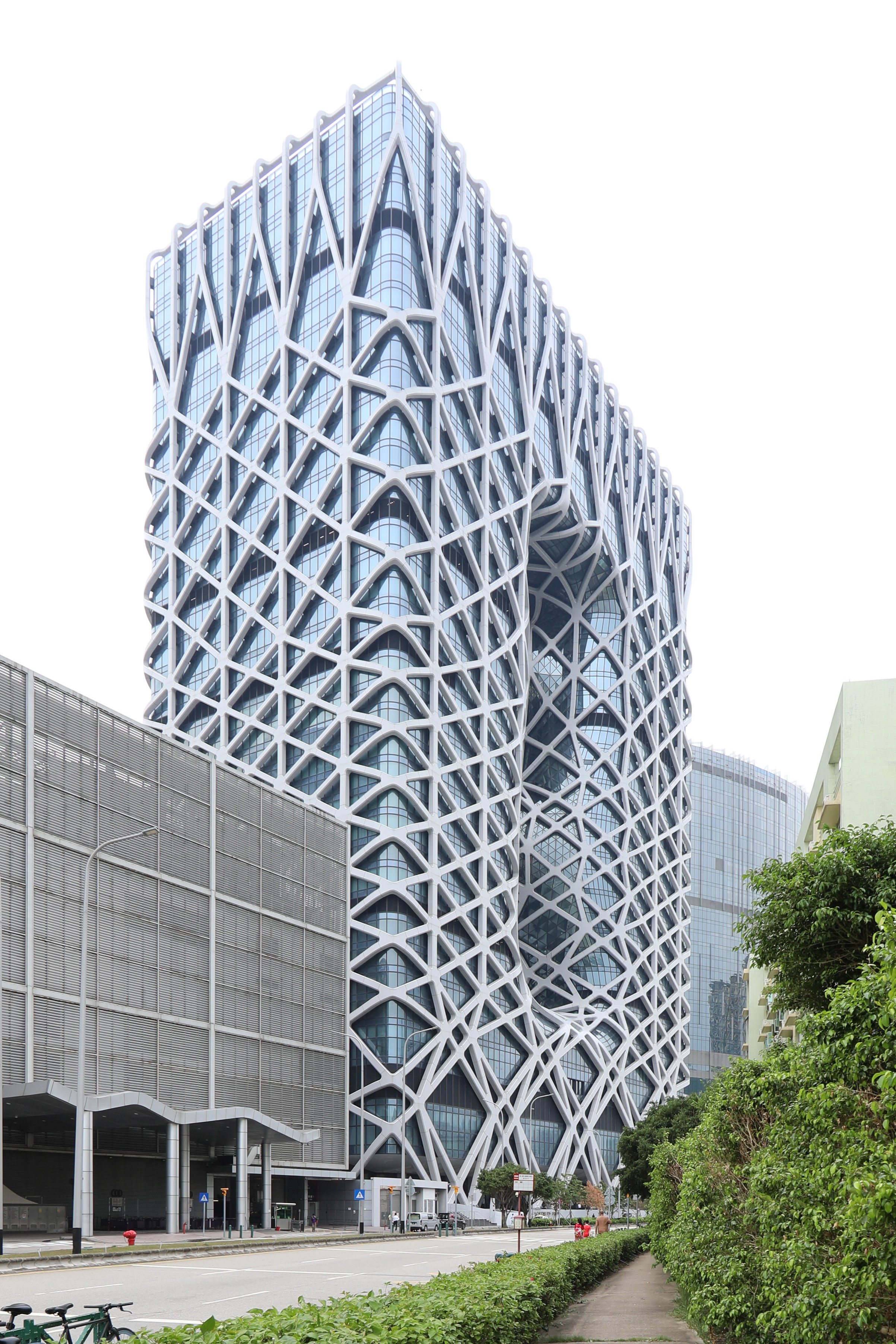
Morpheus

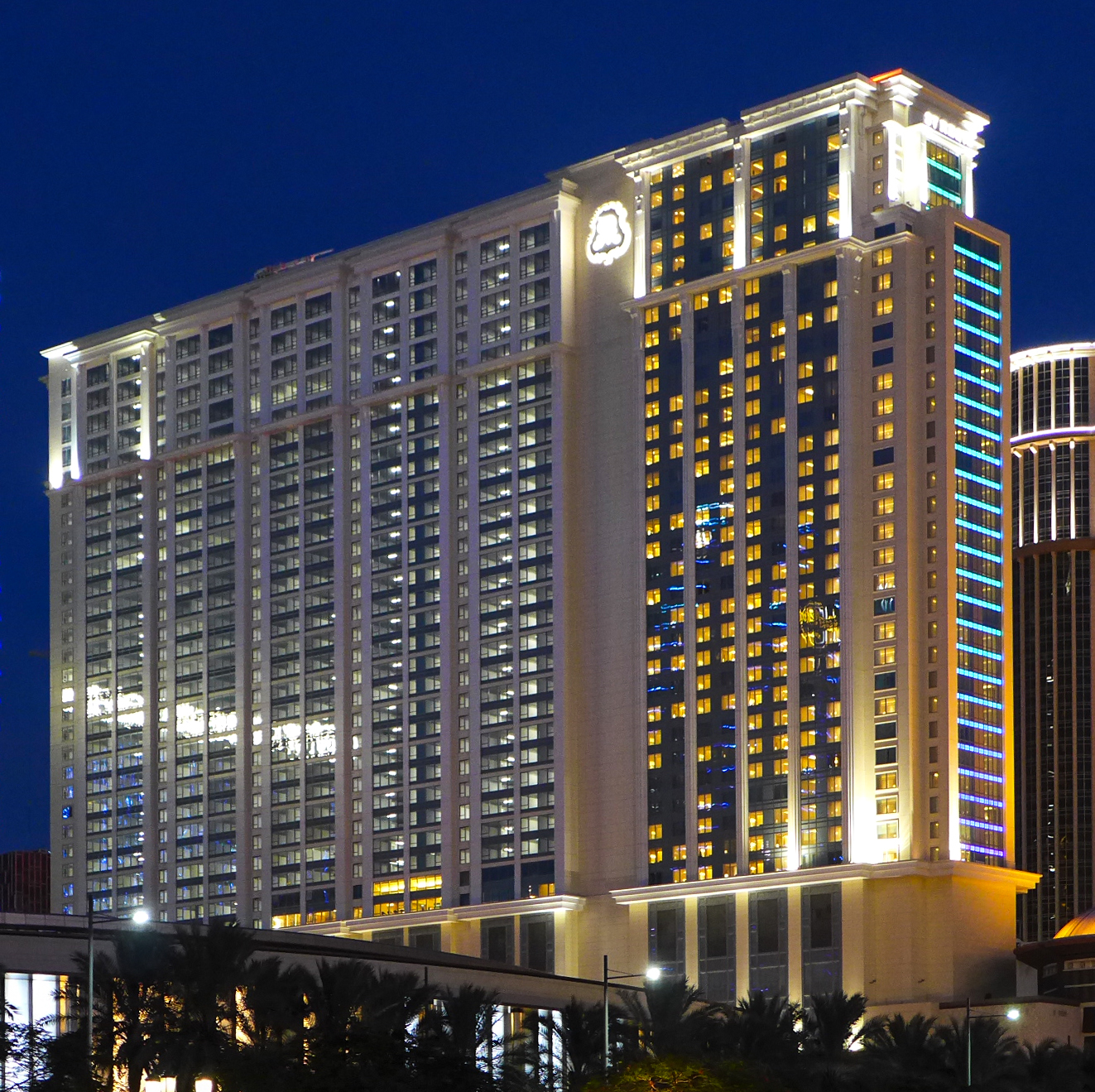
St. Regis Macao

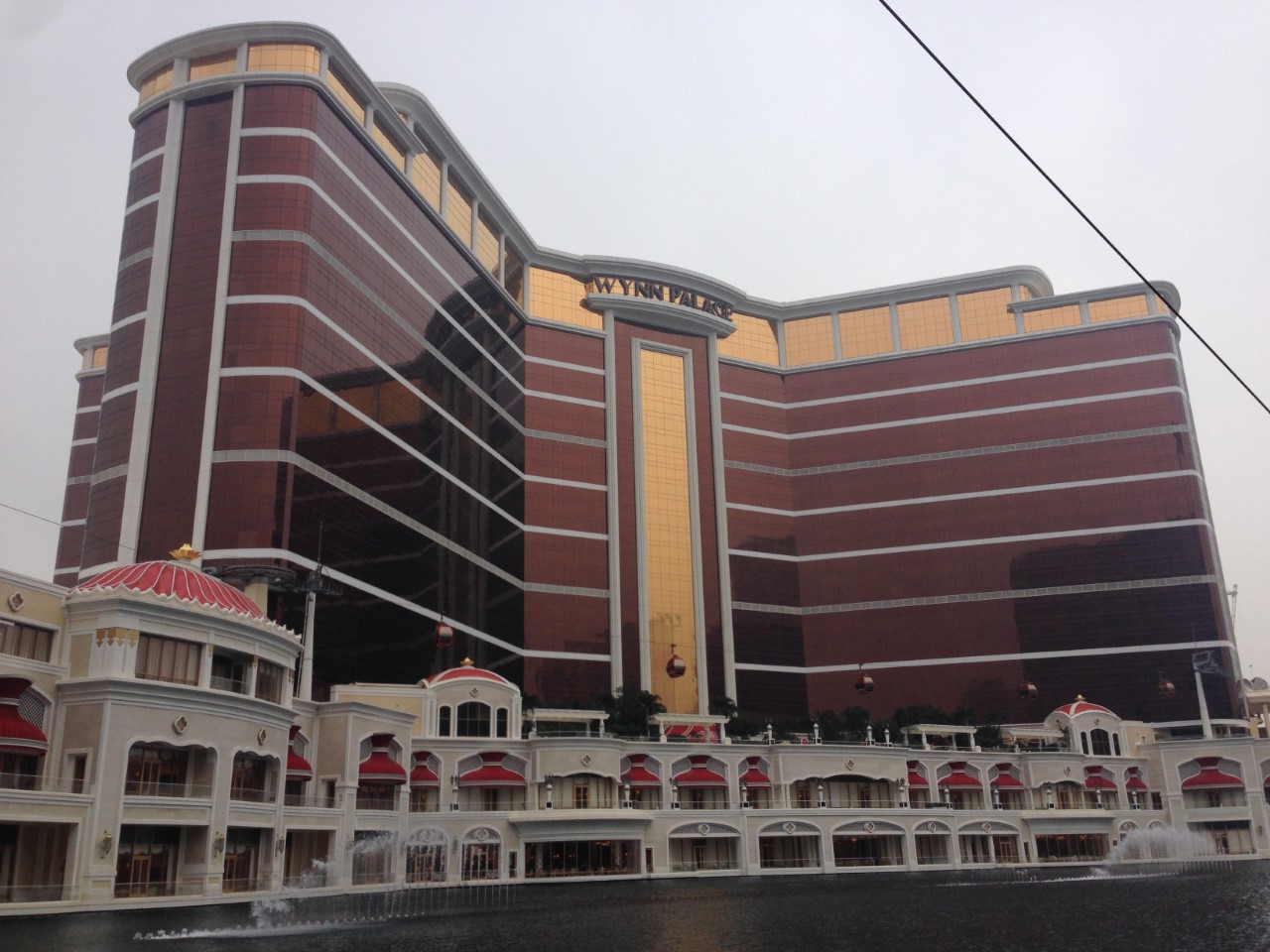
Wynn Palace

Основу экономики Котая составляют игорный бизнес, гостинично-ресторанный бизнес, розничная торговля, индустрия развлечений, выставки и конференции. По состоянию на 2018 год на Котай приходилось более 61 % доходов игорного бизнеса Макао (в 2014 году — 45,5 %) и около 60 % четырёх и пятизвёздочных номеров в гостиницах Макао (в 2014 году — около 47 %).
Основными инвесторами в экономику Котая являются американские компании Las Vegas Sands, MGM Resorts International и Wynn Resorts, а также гонконгские компании Galaxy Entertainment Group, Melco Crown Entertainment, Shun Tak Holdings и SJM Holdings.

### Отели и казино
- Pousada Marina Infante

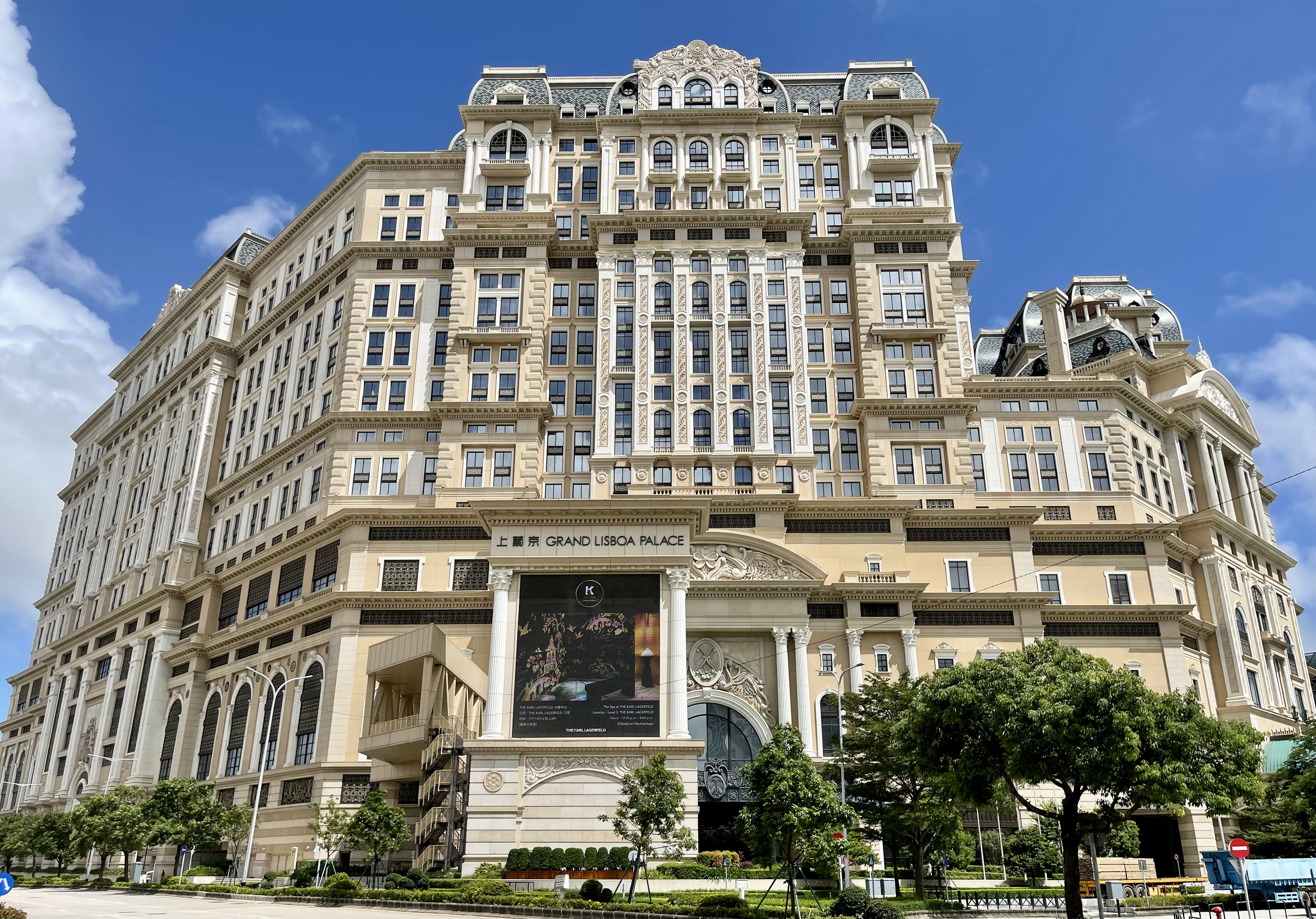
Grand Lisboa Palace Resort

- Broadway Macau (Galaxy Entertainment Group) — Broadway Hotel
- Galaxy Macau (Galaxy Entertainment Group) — Galaxy Hotel, Okura Macau, Banyan Tree Macau, JW Marriott Macau, The Ritz-Carlton Macau, Andaz Macau, Raffles at Galaxy Macau
- The Venetian Macao (Las Vegas Sands) — The Venetian Macao Hotel
- The Plaza Macao (Las Vegas Sands) — Four Seasons Macao, Grand Suites at Four Seasons
- The Parisian Macao (Las Vegas Sands) — The Parisian Hotel
- Studio City Macau (Melco Crown Entertainment) — Studio City Hotel
- City of Dreams (Melco Crown Entertainment) — Grand Hyatt Macau, Morpheus, Nüwa, The Countdown Hotel
- The Londoner Macao (Las Vegas Sands) — Conrad Macao, Sheraton Grand Macao, St. Regis Macao, The Londoner Hotel, Londoner Court
- MGM Cotai (MGM Resorts International) — MGM Cotai Hotel
- The Jumeirah Macau (Shun Tak Holdings) — The Jumeirah Macau Hotel
- Wynn Palace (Wynn Resorts) — The Wynn Palace Hotel
- Grand Lisboa Palace Resort Macau (SJM Holdings) — The Lisboa Palace Hotel, Palazzo Versace Macau, Karl Lagerfeld Hotel
- Lisboeta Macau (Macau Theme Park and Resort) — The Lisboeta Hotel, Maison L’Occitane, Casa de Amigo

### Розничная торговля
Почти во всех отелях округа имеются торговые галереи, универмаги или бутики в холле. Среди крупнейших торговых центров:
- The Promenade Shops (Galaxy Macau)
- Shoppes at Four Seasons (The Plaza Macao)
- Shoppes at Venetian (The Venetian Macao)
- Shoppes at Parisian (The Parisian Macao)
- The Boulevard (City of Dreams)
- The Boulevard (Studio City)
- Morpheus Boutique (City of Dreams)
- Shoppes at Londoner (The Londoner Macao)
- Wynn Palace Esplanade (Wynn Palace)
- Retail Promenade (MGM Cotai)
- Retail Promenade (Grand Lisboa Palace)
- Retail Promenade (Lisboeta Macau)

### Развлечения
- The Venetian Macao — крытая Cotai Arena на 15 тыс. зрителей (здесь проводятся музыкальные концерты, телевизионные шоу, конкурсы красоты, кинофестивали и спортивные мероприятия — бокс, смешанные боевые искусства, баскетбол и теннис), концертный зал The Venetian Theatre и копия венецианских каналов.
- The Londoner Macao — крытая Londoner Arena на 6 тыс. мест.
- The Parisian Macao — концертный зал The Parisian Theatre, детский развлекательный центр Qube Kingdom и копия Эйфелевой башни.
- Broadway Macau — киноконцертный зал Broadway Theatre и улица ресторанов Бродвей-авеню.
- City of Dreams — развлекательный центр The House of Dancing Water (здесь проводятся театрально-цирковые представления с элементами водного шоу).
- Galaxy Macau — крытая Galaxy Arena на 16 тыс. мест, аквапарк The Grand Resort Deck и кинотеатр UA Galaxy Cinemas.
- Studio City Macau — концертно-цирковой зал Studio City Event Center, кибер-спортивный центр Macau Estadium, аттракционы Batman Dark Flight, Legend Heroes Park и Golden Reel.
- Wynn Palace — танцующие фонтаны и обзорная канатная дорога.
- MGM Cotai — концертный зал MGM Theatre на 2 тыс. мест и ботанический сад Nature’s Art.
- Grand Lisboa Palace Resort Macau — концертный зал Grand Lisboa Theatre.
- Lisboeta Macau — кинотеатр Emperor Cinemas, плавучий ресторан Macau Palace, Zip-line 388, крытый центр скайдайвинга.

### Конференции и выставки
- Выставочный центр Cotai Expo входит в состав комплекса The Venetian Macao.
- Центр конференций Galaxy International Convention Center входит в состав комплекса Galaxy Macau.

## Транспорт

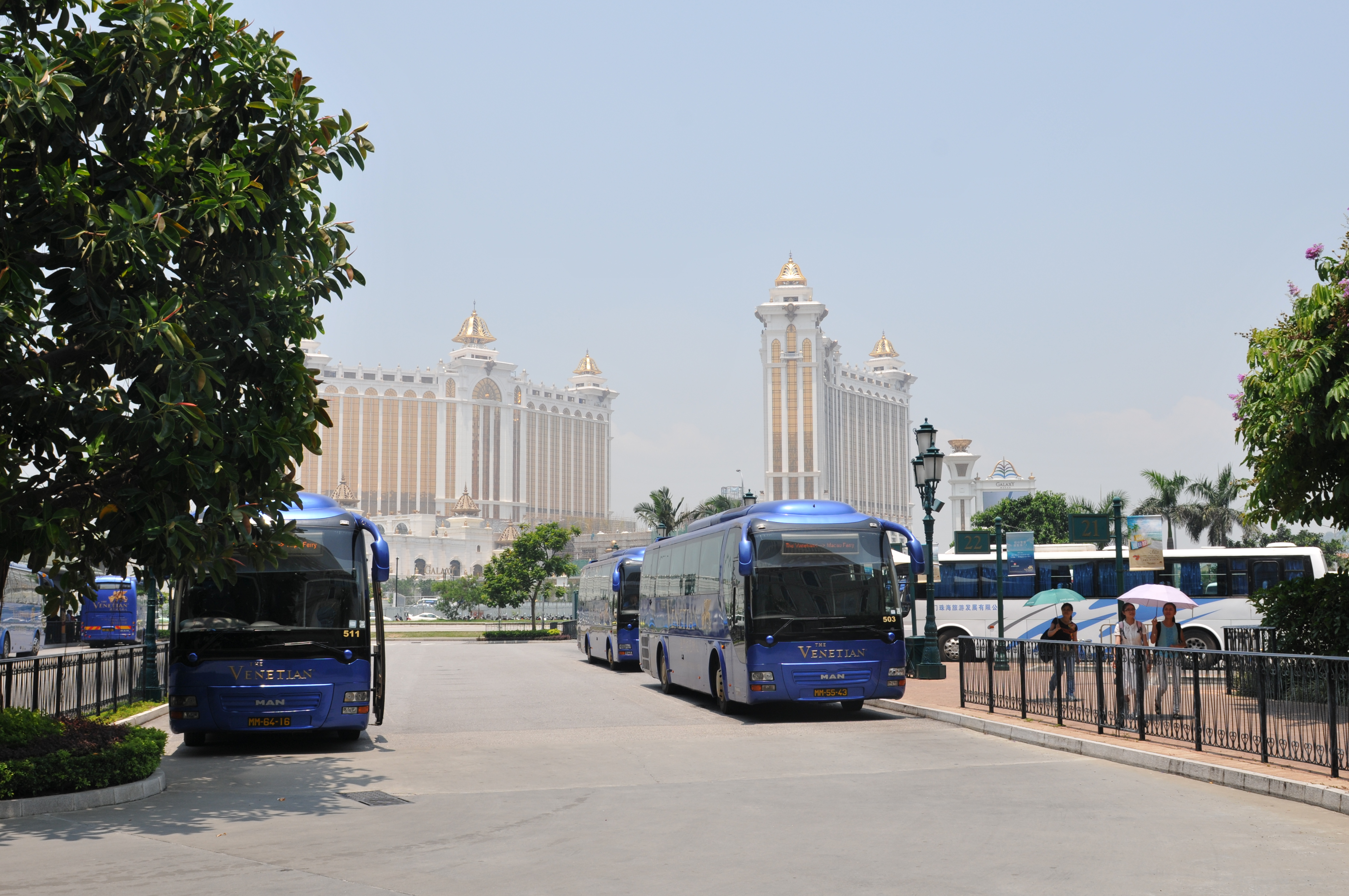
Фирменные автобусы казино The Venetian

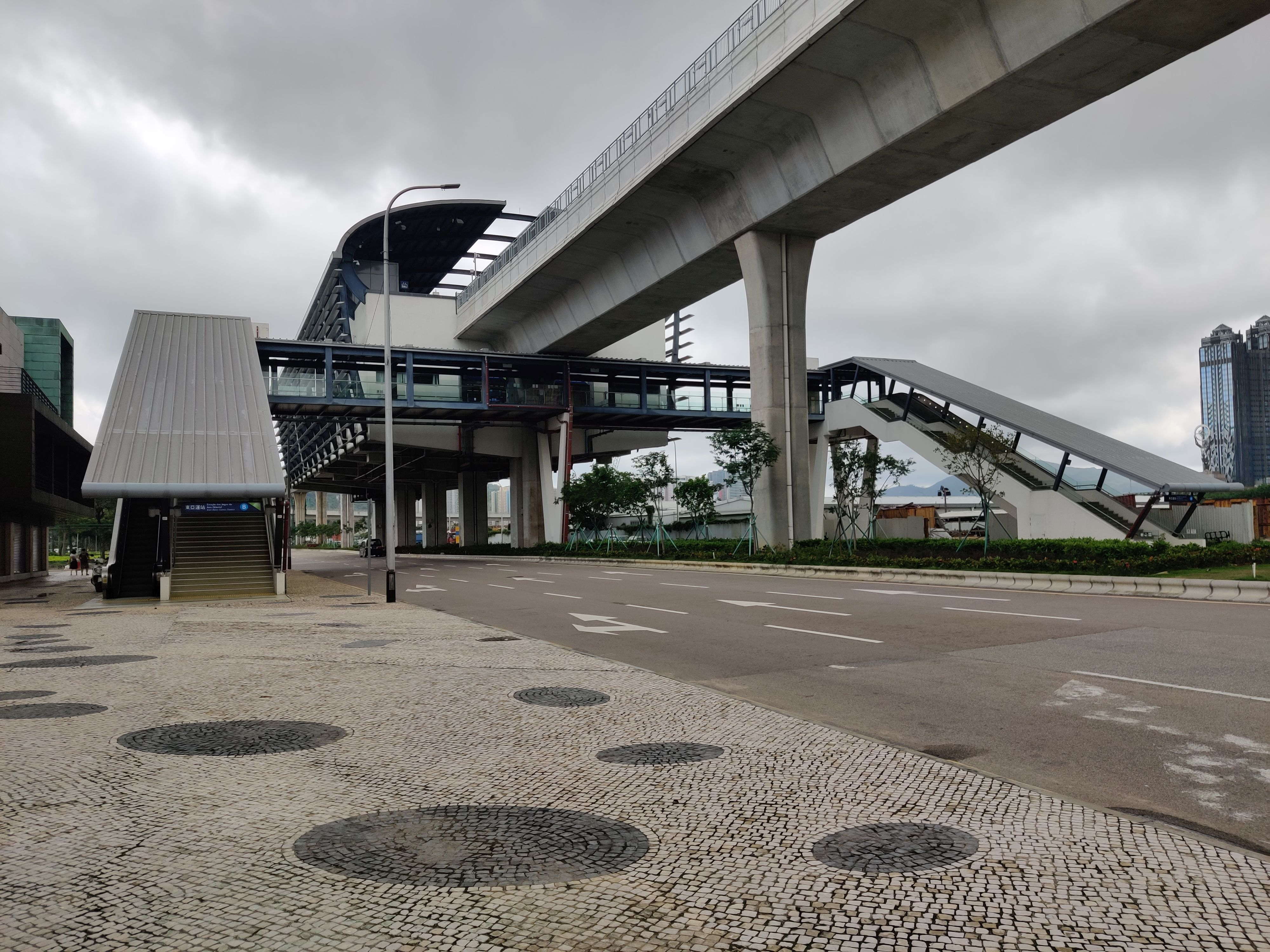
Станция East Asian Games

Котай связан автобусным сообщением как с соседними округами Тайпа и Колоан, так и с полуостровом Макао. Имеются регулярные маршруты из Котая в Международный аэропорт Макао и к паромному терминалу в Тайпе. Помимо муниципальных автобусов, обслуживающих Котай, многие отели предоставляют бесплатные автобусы («шаттл-бас») для своих постояльцев. Эти автобусы доставляют туристов к пропускным пунктам на границе с Китаем, а также к аэропорту Макао и паромным терминалам.
В декабре 2019 года открылась первая линия метрополитена Макао. Линия Тайпа, проложенная по эстакадам, связывает международный аэропорт со станцией Оушн на северо-западной оконечности округа Тайпа. Территорию Котая обслуживают шесть станций — Пайкок, Котай-Вест, Лотус-Чекпойнт, Ист-Азиан-Геймс, Котай-Ист и MUST. Ведётся строительство линий в Колоан, Хэнцинь (Чжухай) и на полуостров Макао.
Компания Cotai Water Jet, принадлежащая Las Vegas Sands, осуществляет паромное сообщение между терминалом в Тайпе и несколькими причалами в Гонконге. Гонконгская компания TurboJET, принадлежащая Shun Tak Holdings, осуществляет паромное сообщение между полуостровом Макао и Гонконгом. Обе компании используют скоростные катамараны и суда на подводных крыльях повышенной комфортности. Между паромными терминалами и районом Котай регулярно курсируют пассажирские автобусы.
В 2000 году открылся шестиполосный автомобильный мост Лотоса (Lotus Bridge или Ponte Flor de Lótus), связавший Котай с островом Хэнцинь (новый деловой центр города Чжухай). На стороне Котая за мостом расположен пограничный контрольно-пропускной пункт.
Международный аэропорт Макао с северо-востока примыкает к Котаю, но территориально относится к округу Тайпа.

## Образование

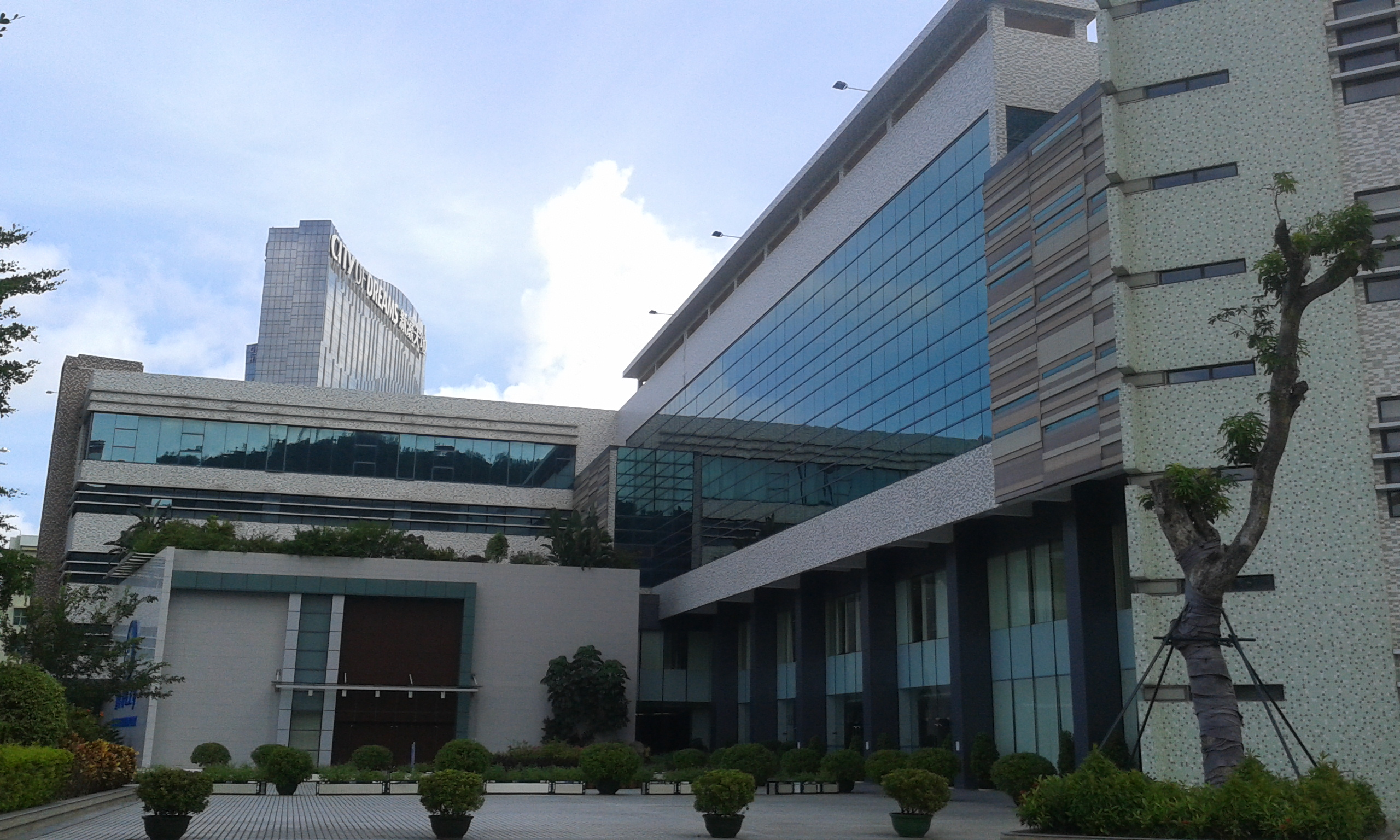
Университетская библиотека

На территории Котая базируется частный Университет науки и технологий Макао, основанный в 2000 году. В состав университетского городка входят учебные корпуса, библиотека, общежития, конференц-зал, спортивный центр, ресторан, магазины и Международная школа Макао. В университете обучается более 10 тыс. студентов, в международной школе — 1,4 тыс. учащихся.
В составе университета работают школа бизнеса, школа фармацевтики, международный колледж, институт космических наук, исследовательский институт окружающей среды, институт устойчивого развития, институт прикладных исследований в области медицины и здравоохранения, институт инженерных систем, институт социальных и культурных исследований, лаборатория китайской медицины.

## Здравоохранение

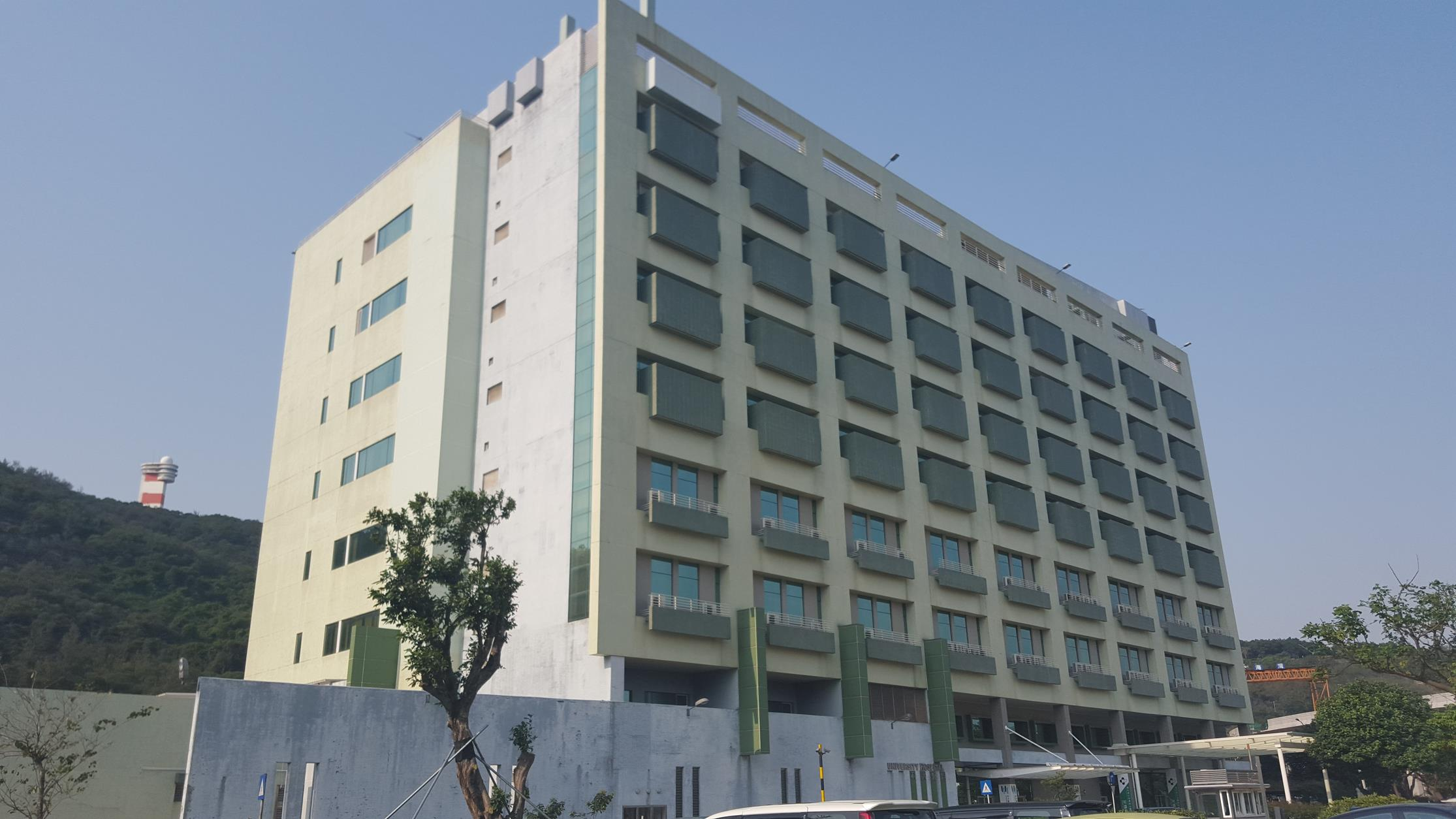
Университетская больница

В северо-восточной части Котая, на территории университетского городка, расположена больница Университета науки и технологий Макао. Больница открылась в 2006 году и рассчитана на 60 коек. С 2019 года является учебной больницей для студентов медицинской школы университета.

## Спорт

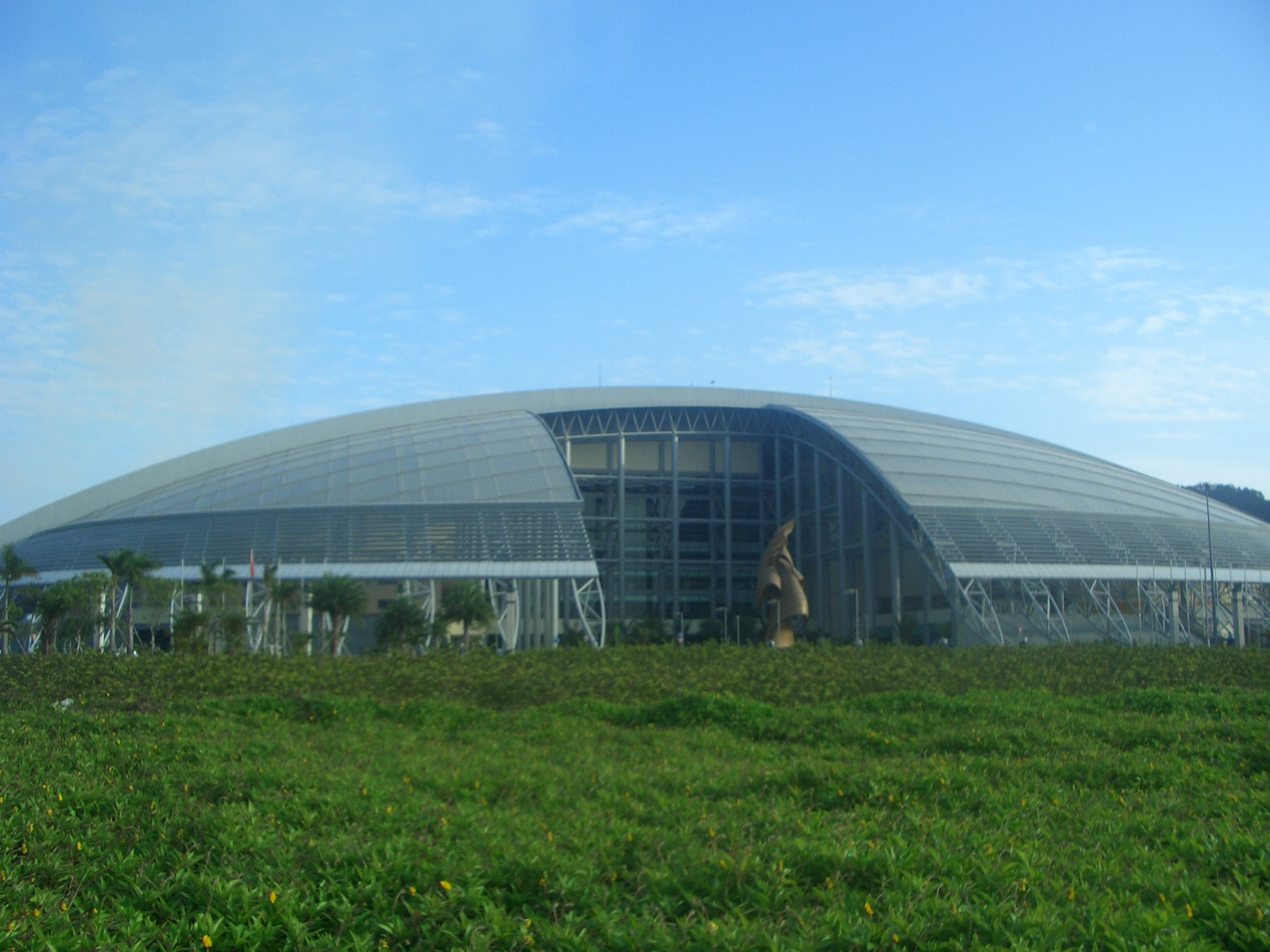
East Asian Games Dome

В восточной части Котая расположен большой спортивный комплекс, в состав которого входят крытая арена East Asian Games Dome на 15 тыс. мест, выставочный зал, теннисная академия, центр боулинга и спортивное стрельбище. Арена была открыта в 2005 году для проведения соревнований в рамках Восточноазиатских игр 2005, также здесь проходят концерты, выставки и конференции.
Большой спорткомплекс с открытым и крытым стадионами, теннисными кортами расположен на территории кампуса Университета науки и технологий Макао. В юго-западной части Котая расположен большой гольф-клуб Caesars Golf Macau, принадлежащий американской корпорации Caesars Entertainment. Рядом находится трасса для занятий картингом, принадлежащая Macao Motorsports Club.

## Культура
Во многих игорных комплексах Котая имеются музейные залы и художественные галереи. Одна из крупнейших художественных коллекций современного искусства Макао экспонируется в комплексе MGM Cotai.

## Галерея

Котай-Стрип
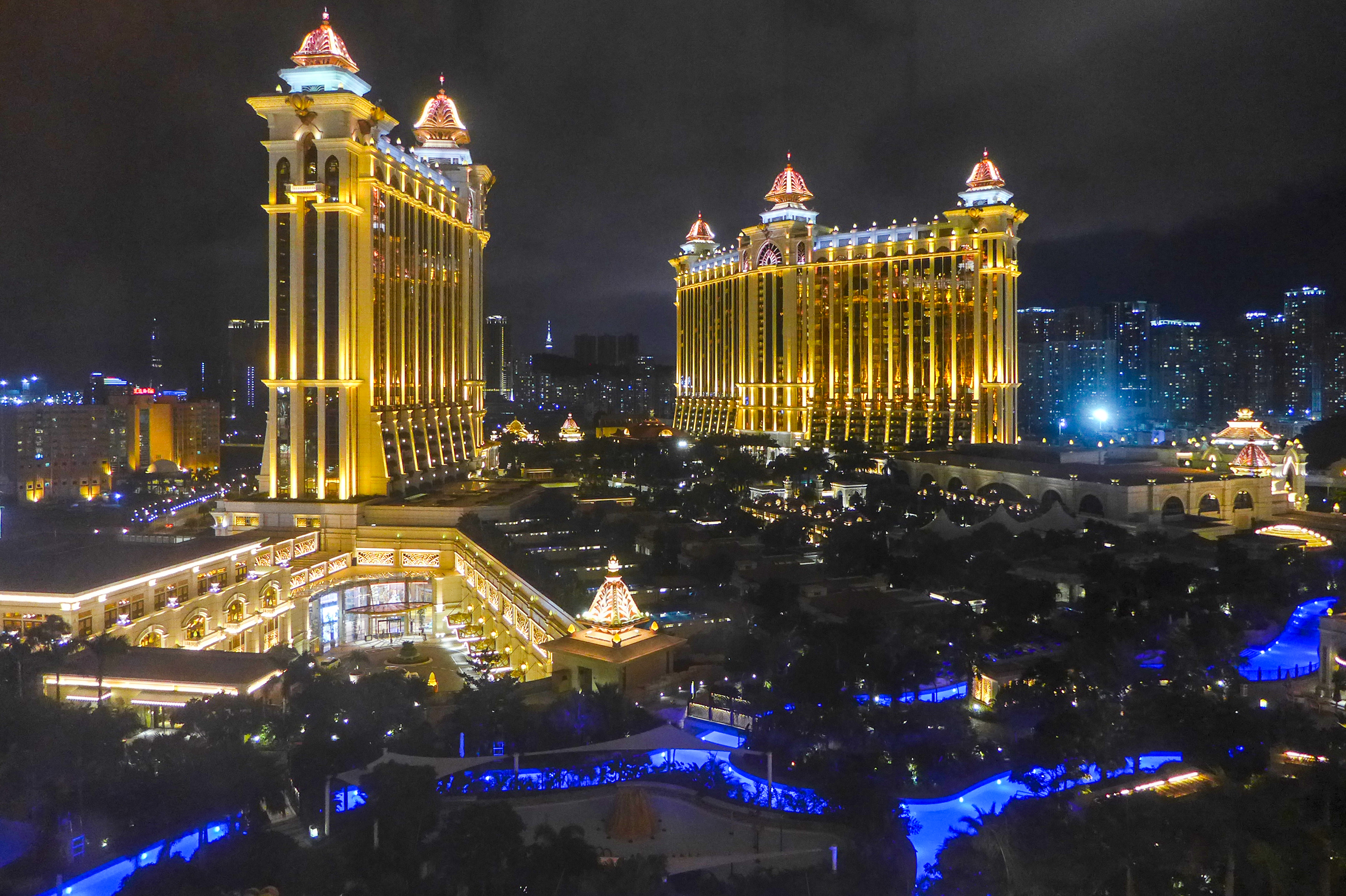
Galaxy Macau
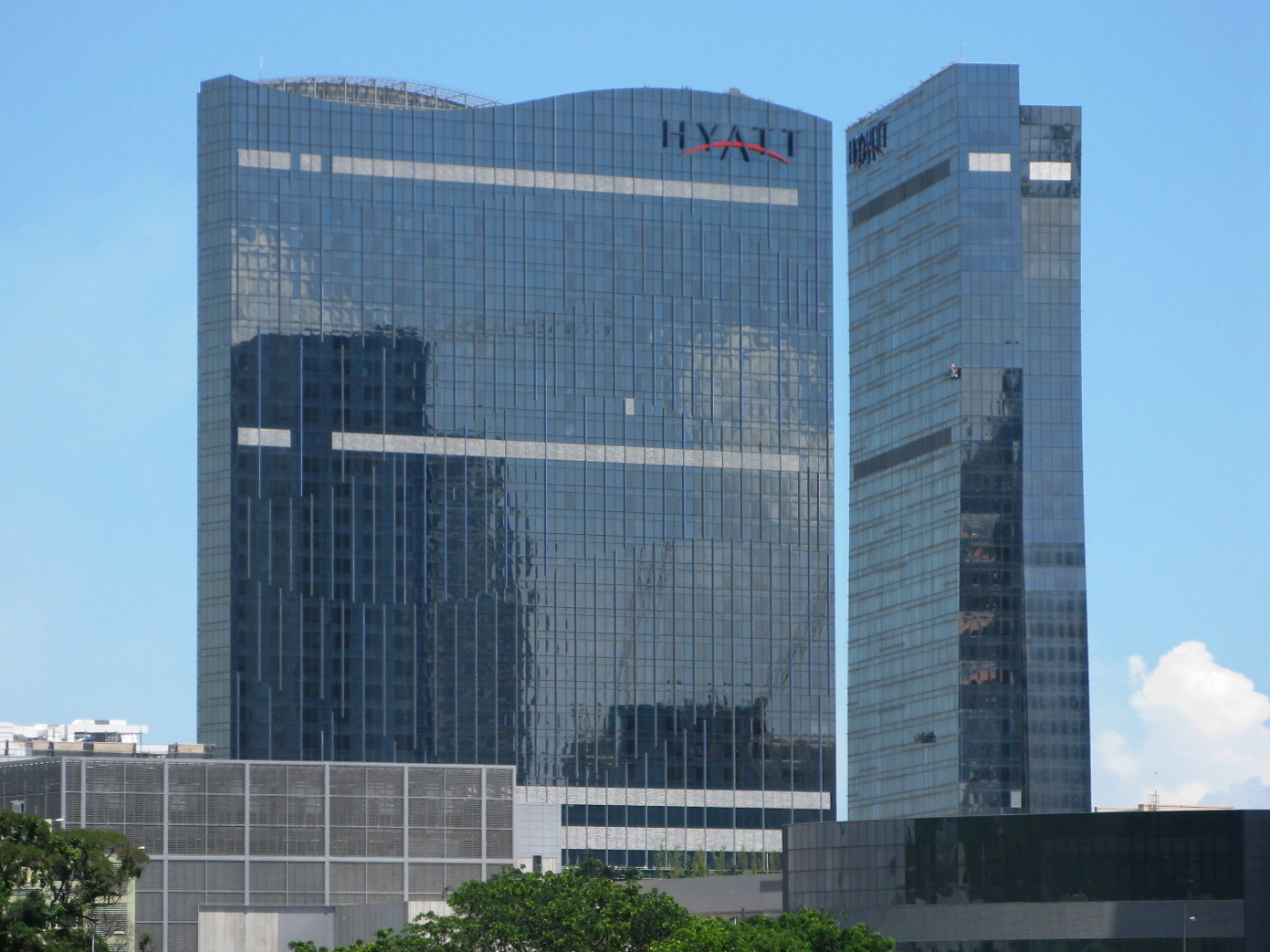
Grand Hyatt Macau
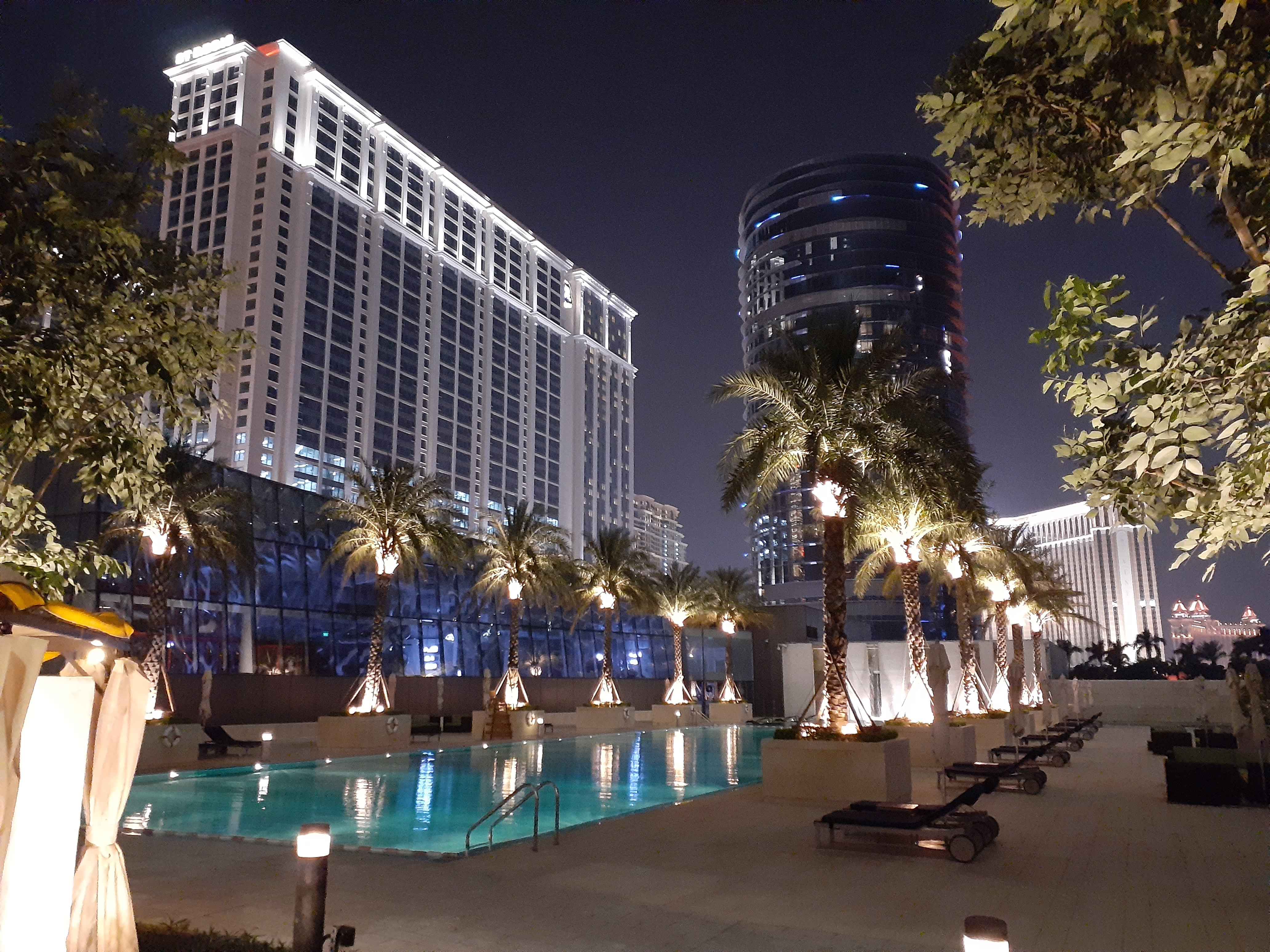
City of Dreams
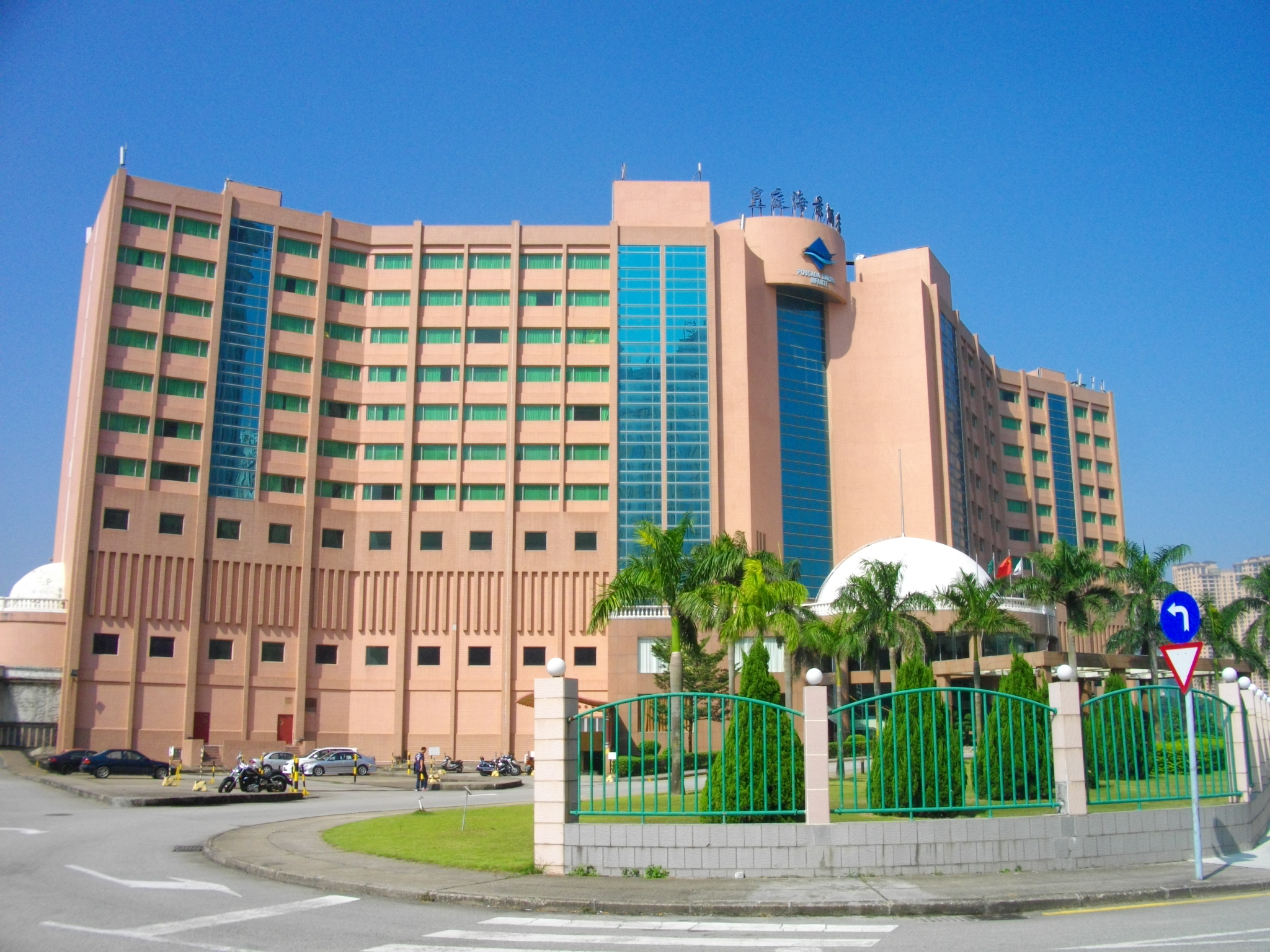
Pousada Marina Infante
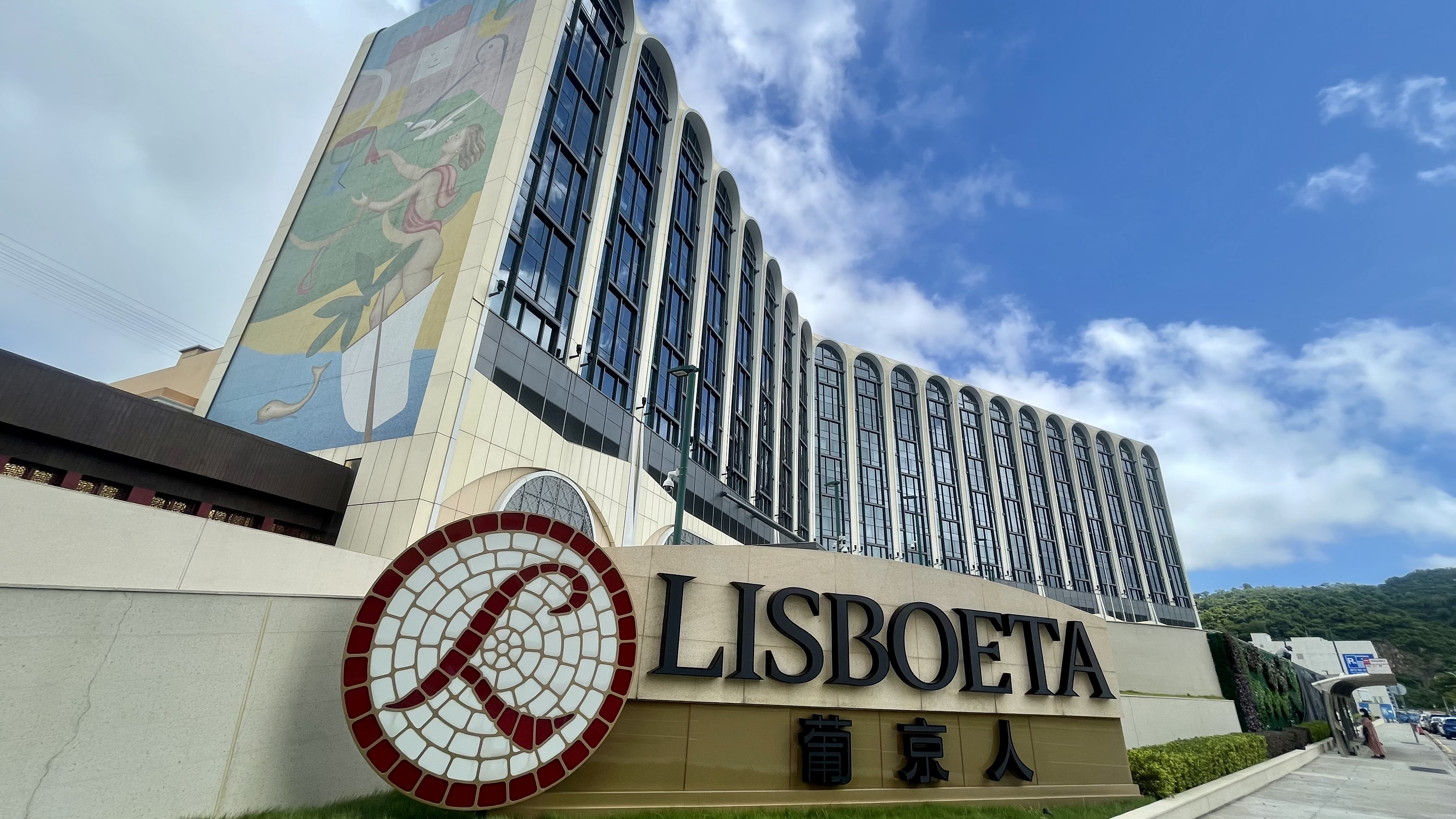
Lisboeta Macau
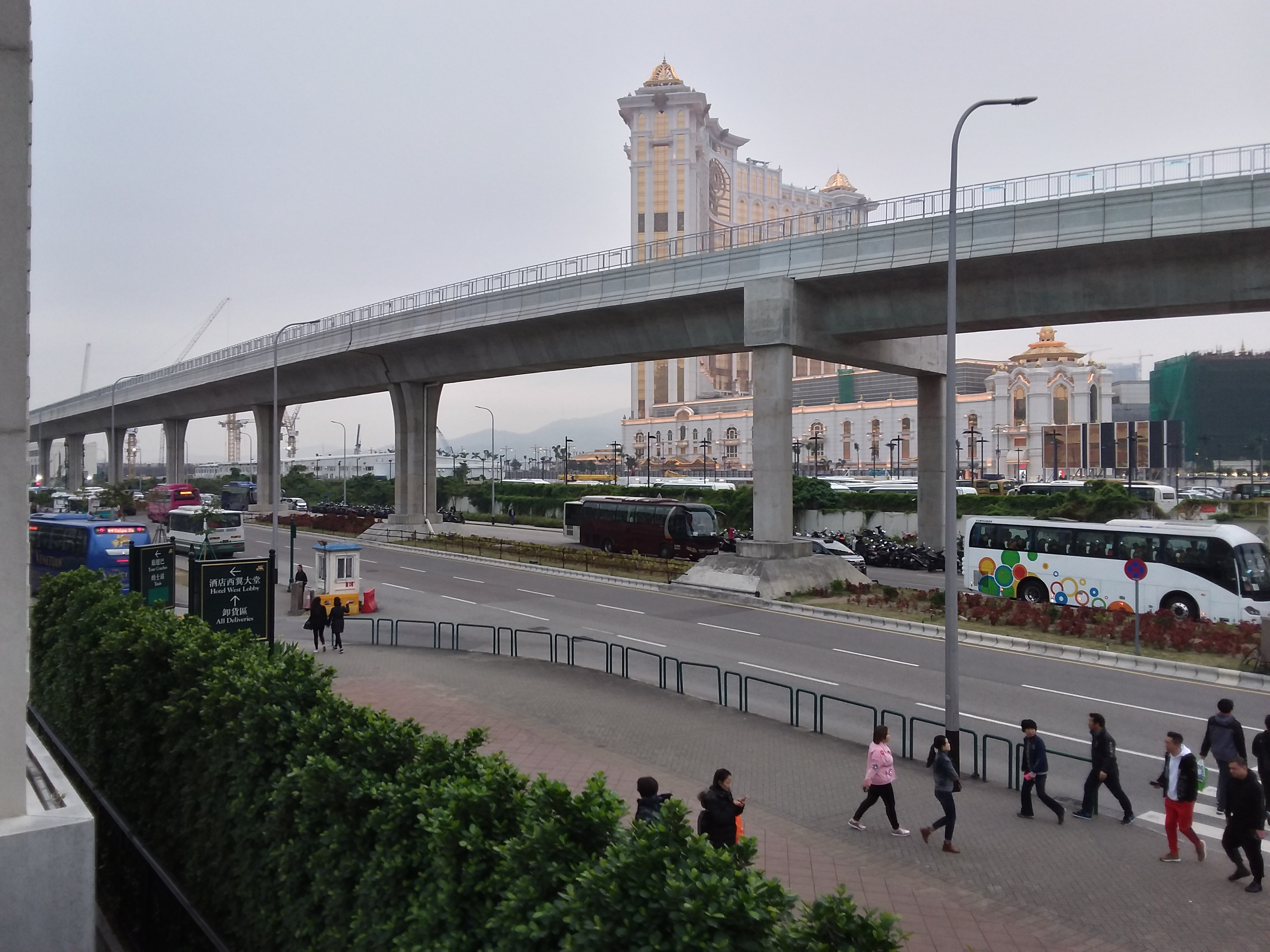
Линия метро
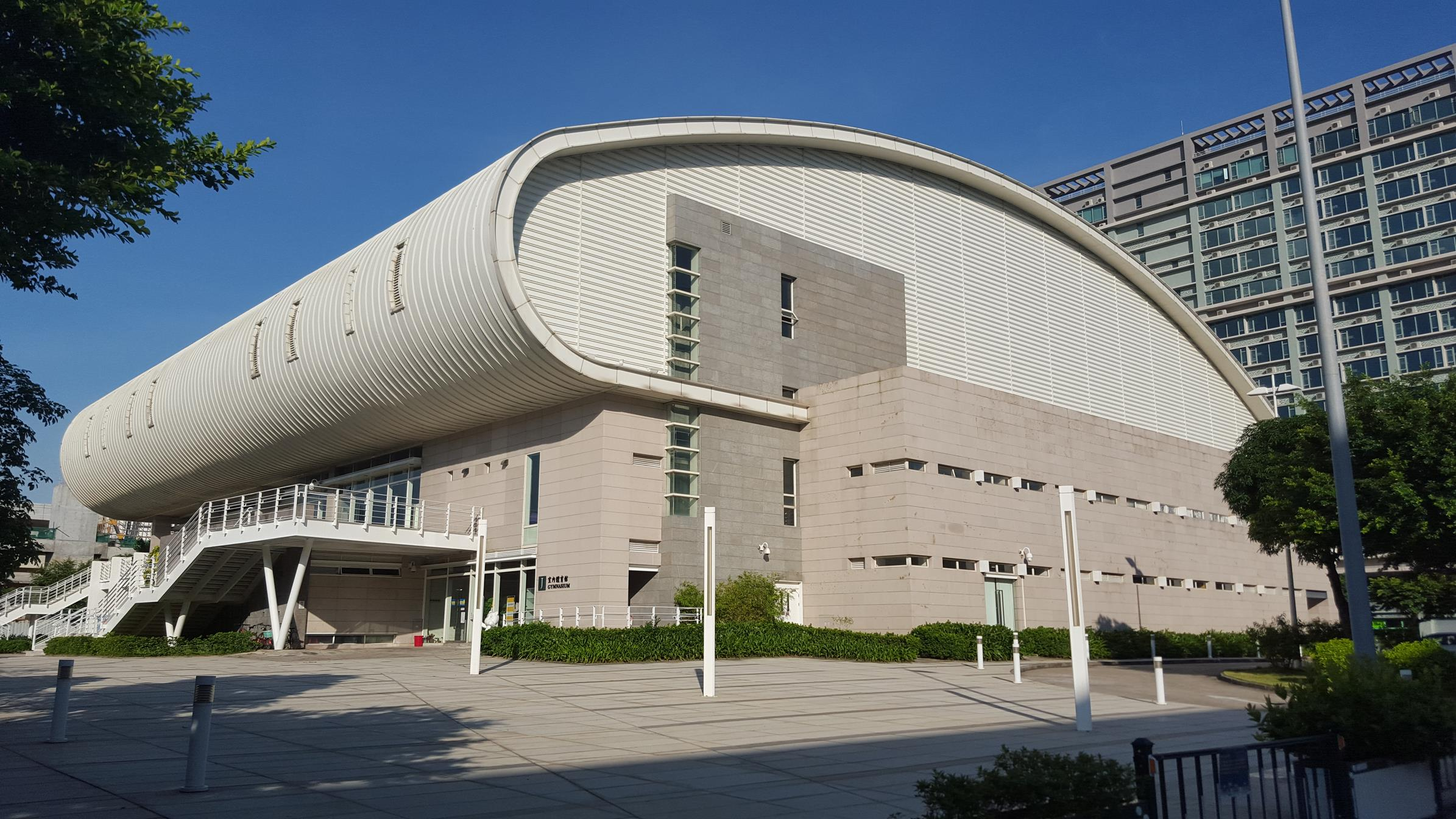
Университетский стадион
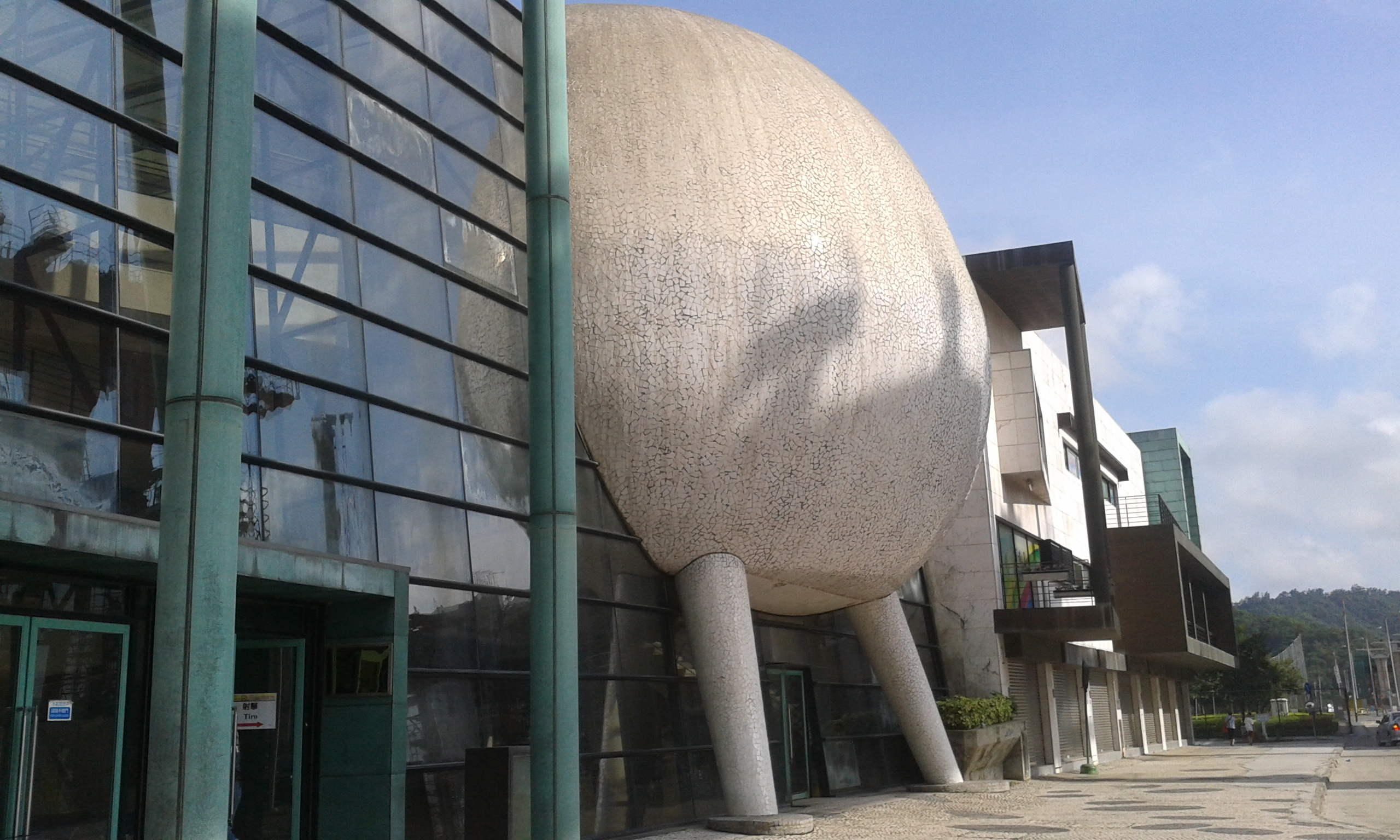
Центр боулинга
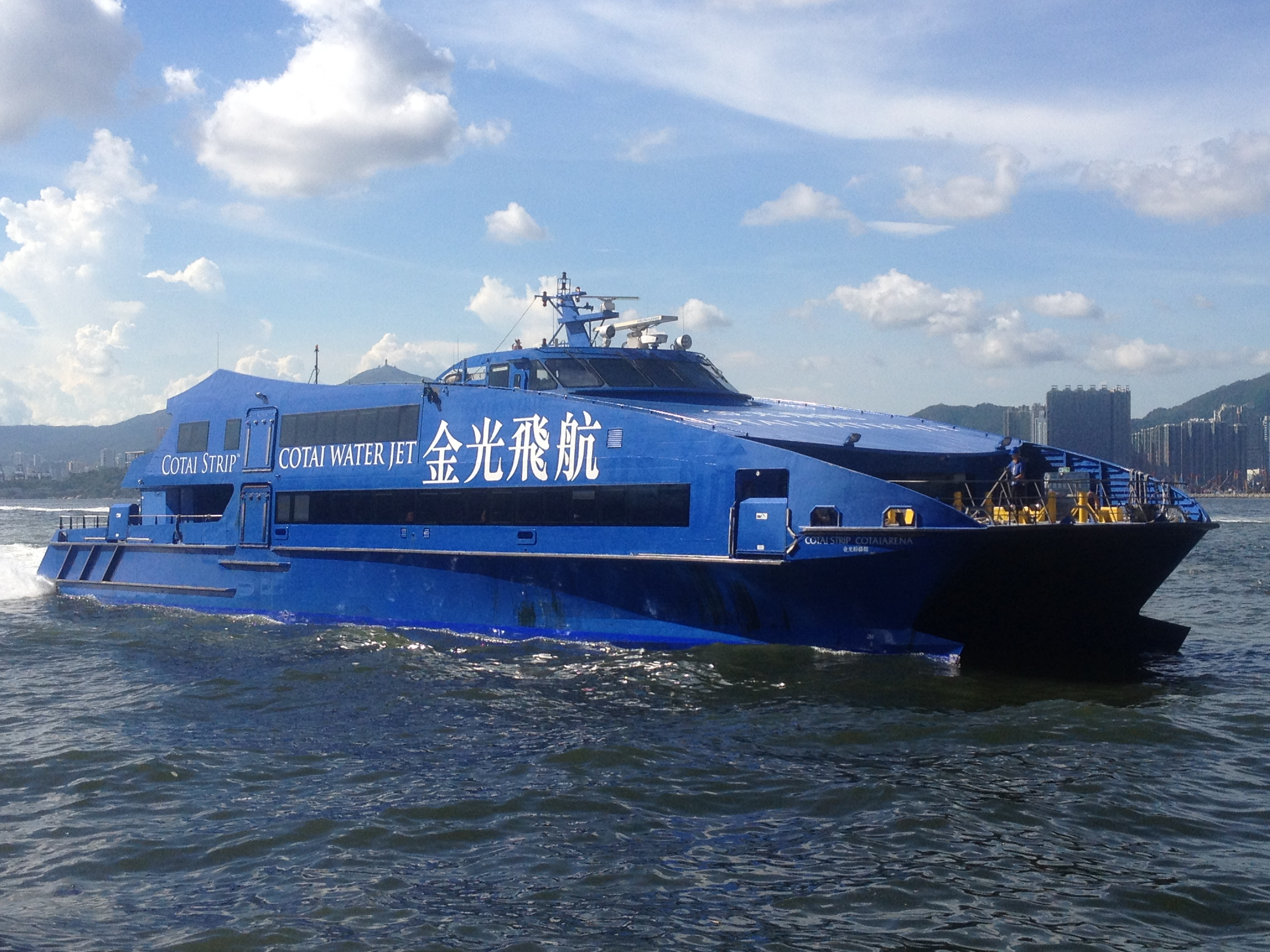
Катамаран Cotai Water Jet